# Trichopterigia exsanguis
Trichopterigia exsanguis là một loài bướm đêm trong họ Geometridae.